# Kalanchoe sanctula
Kalanchoe sanctula ist eine Pflanzenart der Gattung Kalanchoe in der Familie der Dickblattgewächse (Crassulaceae).

## Beschreibung

### Vegetative Merkmale
Kalanchoe sanctula ist eine zweijährige bis ausdauernde, vollständig kahle Pflanze. Ihre stielrunden, geraden und aufrechten Triebe sind einfach und 20 bis 50 Zentimeter hoch. Die dicken, fleischigen Laubblätter sind gestielt. Der fast drehrunde, an der Basis leicht erweiterte Blattstiel ist 2 bis 3 Zentimeter lang. Ihre eiförmig-längliche bis eiförmig-elliptische Blattspreite ist 6 bis 8 Zentimeter lang und 3 bis 4 Zentimeter breit. Sie ist gelblich grün mit bräunlich roten Kanten entlang der Ränder und auf der Unterseite mit Flecken von gleicher Farbe besetzt. Ihre Spitze ist keilförmig bis etwas gerundet, die Basis gerundet. Bei jungen Blättern ist sie flach, bei ausgewachsenen aufrecht und ein großes Öhrchen bildend, wodurch die Blätter fast schildförmig werden. Der Blattrand ist regelmäßig gesägt und trägt zahlreiche Brutknospen.

### Generative Merkmale
Der Blütenstand besteht aus vielblütigen, ebensträußigen Zymen und erreicht eine Länge von 15 bis 20 Zentimeter. Die hängenden, weißgelblichen bis etwas purpurblauen Blüten stehen an schlanken, gebogenen, 6 bis 25 Millimeter langen Blütenstielen. Die etwas vierkantige Kelchröhre ist 3,5 bis 4 Millimeter lang. Die dreieckigen, zugespitzten Kelchzipfel weisen eine Länge von 4 bis 5 Millimeter auf und sind 2,5 bis 3 Millimeter breit. Die Blütenkrone ist länglich zylindrisch. Die etwas vierkantige Kronröhre ist zum unteren Viertel plötzlich verschmälert und 20 bis 30 Millimeter lang. Ihre verkehrt eiförmigen Kronzipfel tragen ein aufgesetztes Spitzchen, weisen eine Länge von 6 bis 8 Millimeter auf und sind 4 bis 5 Millimeter breit. Die Staubblätter sind im unteren Viertel der Kronröhre angeheftet und ragen leicht aus der Blüte heraus. Die eiförmigen Staubbeutel sind 0,5 bis 1 Millimeter lang. Die trapezförmigen, an der Spitze zweilappigen Nektarschüppchen weisen eine Länge von 1,2 bis 1,5 Millimeter auf und sind 0,8 bis 1 Millimeter breit. Das länglich eiförmige Fruchtblatt weist eine Länge von 4 bis 5 Millimeter auf. Der Griffel ist 16 bis 23 Millimeter lang.

## Systematik und Verbreitung
Kalanchoe sanctula ist im Südosten von Madagaskar auf bewaldeten Hügeln an sonnigen Stellen verbreitet.
Die Erstbeschreibung durch Bernard M. Descoings wurde 1997 veröffentlicht.

## Nachweise